# Reichsbahn SG Myslowitz
Die Reichsbahn SG Myslowitz war während des Zweiten Weltkriegs ein Sportverein aus der Stadt Mysłowice (dt. Myslowitz) im besetzten Polen.

## Geschichte
Die RSG wurde in der Saison 1940/41 der Bezirksliga Oberschlesien Ost in der Abteilung 2 Erster und qualifizierte sich damit für das Finale der Bezirksmeisterschaft, welches die Mannschaft nach Hin- und Rückspiel gegen den Bismarckhütter SV 99 mit 1:3 gewinnen konnte. Durch Sieg trat die Mannschaft dann zur nächsten Saison in der Gauliga Oberschlesien an, wobei hier nach einer Saison mit 11:25 auf dem elften Platz am Ende auch gleich wieder Schluss war und die Mannschaft direkt wieder absteigen sollte.
In der nun 1. Klasse Oberschlesien heißenden zweiten Liga wurde die RSG 1942/43 Sieger der Abteilung 6 schaffte in der Aufstiegsrunde der Gruppe Ostoberschlesien allerdings nur den zweiten Platz hinter der Reichsbahn SG Kattowitz, was somit nicht für den erneuten Aufstieg reichen sollte. Einen erneute Teilnahme an einer Aufstiegsrunde schaffte die Mannschaft danach nicht mehr. Spätestens am Ende des Zweiten Weltkriegs wurde der Verein dann auch aufgelöst.